# مساوری
مساوری یک روستا در ایران است که در دهستان باقران شهرستان بیرجند واقع شده‌است. مساوری ۴۱ نفر جمعیت دارد.